# HD 37646
HD 37646 är en dubbelstjärna belägen i den södra delen av stjärnbilden Kusken. Den har en kombinerad skenbar magnitud av ca 6,43 och kräver åtminstone en handkikare för att kunna observeras. Baserat på parallaxmätning inom Hipparcosuppdraget på ca 5,4 mas, beräknas den befinna sig på ett avstånd på ca 610 ljusår (ca 190 parsek) från solen. Den rör sig bort från solen med en heliocentrisk radialhastighet på ca 18 km/s.

## Egenskaper
Primärstjärnan HD 37646 A är en blå till vit underjättestjärna av spektralklass B8 IV.   Den har ca 129 gånger solens utstrålning av energi från dess fotosfär vid en effektiv temperatur av ca 11 700 K.
HD 37646 är en dubbelstjärna med en vinkelseparation av stjärnorna i paret på 26,005 bågsekunder.